# Europese weg 27
De Europese weg 27 of E27 is een Europese weg die van Belfort in Frankrijk naar Aosta in Italië loopt. De E27 komt door Frankrijk, Zwitserland en Italië en is in totaal 328 km lang.

Plaatsen langs de E27 zijn:
Frankrijk
- Belfort

Zwitserland
- Delémont
- Biel/Bienne
- Lyss
- Münchenbuchsee
- Bern
- Fribourg
- Bulle
- La Tour-de-Peilz
- Montreux
- Monthey
- Martigny

Italië
- Aosta/Aoste

## Nationale wegnummers
| nummer      | tracé                                   |
| Frankrijk   | Frankrijk                               |
| ----------- | --------------------------------------- |
|             | Belfort - Zwitserland                   |
| Zwitserland |                                         |
| 6           | Frankrijk - Porrentruy                  |
|             | Porrentruy - Tavannes                   |
| 16          | Tavannes - Biel                         |
| 6           | Biel - Lyss                             |
|             | Lyss - Aarberg                          |
|             | Aarberg - Blonay                        |
|             | Blonay - Martigny                       |
| 21          | Martigny - Italië                       |
| Italië      |                                         |
|             | Zwitserland - Grote Sint-Bernhardtunnel |
|             | Grote Sint-Bernhardtunnel               |
|             | Grote Sint-Bernhardtunnel - Aosta       |